# Галанино (Красноярский край)
Галанино — село в Казачинском районе Красноярского края России. Административный центр Галанинского сельсовета.

## География
Расположено на левом берегу Енисея в 7-8 км к югу от села Казачинское и в 180 км к северу от Красноярска. На противоположном берегу Енисея находится село Момотово.

### Климат
Климат умеренно холодный, континентальный. Континентальность ослабляется Енисеем. Зима холодная, с морозными месяцами и неделями, весна тёплая, осень прохладная, лето жаркое.

## Население
| 2010 |
| ---- |
| 1417 |

## Инфраструктура
В селе есть детский сад, школа и другие базовые социальные объекты.

### Экономика
Преобладает розничная торговля, в промышленном секторе — в основном лесная промышленность. Есть маленькая оптовая база. В сельском хозяйстве преобладает самообеспечение, фермерской продукции мало.

## Транспорт
Через Галанино проходит автодорога 04К-044 Красноярск — Енисейск, в селе от неё отходит дорога на запад — в Пировский район.